# مسند عبد الله بن المبارك
مسند عبد الله بن المبارك هو أحد كتب الحديث عند أهل السنة والجماعة ألفه الإمام عبد الله بن المبارك المروزي 

## محتوياته
يحتوي الكتاب على 272 حديثاً موزعة على 15 كتابا (المقصود بالكتاب في علم الحديث هو موضوع يشتمل على عدة أحاديث مثل كتاب الإيمان وغيره)
كتب المسند
- الأدب والبر والصلة
- العلم
- الإيمان
- الوضوء
- الصلاة
- الصوم
- يوم القيامة
- الحدود
- الفرائض
- الكفارات والنذور
- الأطعمة
- الهبة والعتق
- الوقف
- تعظيم الحديث عن رسول الله ﷺ
- الفتن[2]